# Enskedehallen

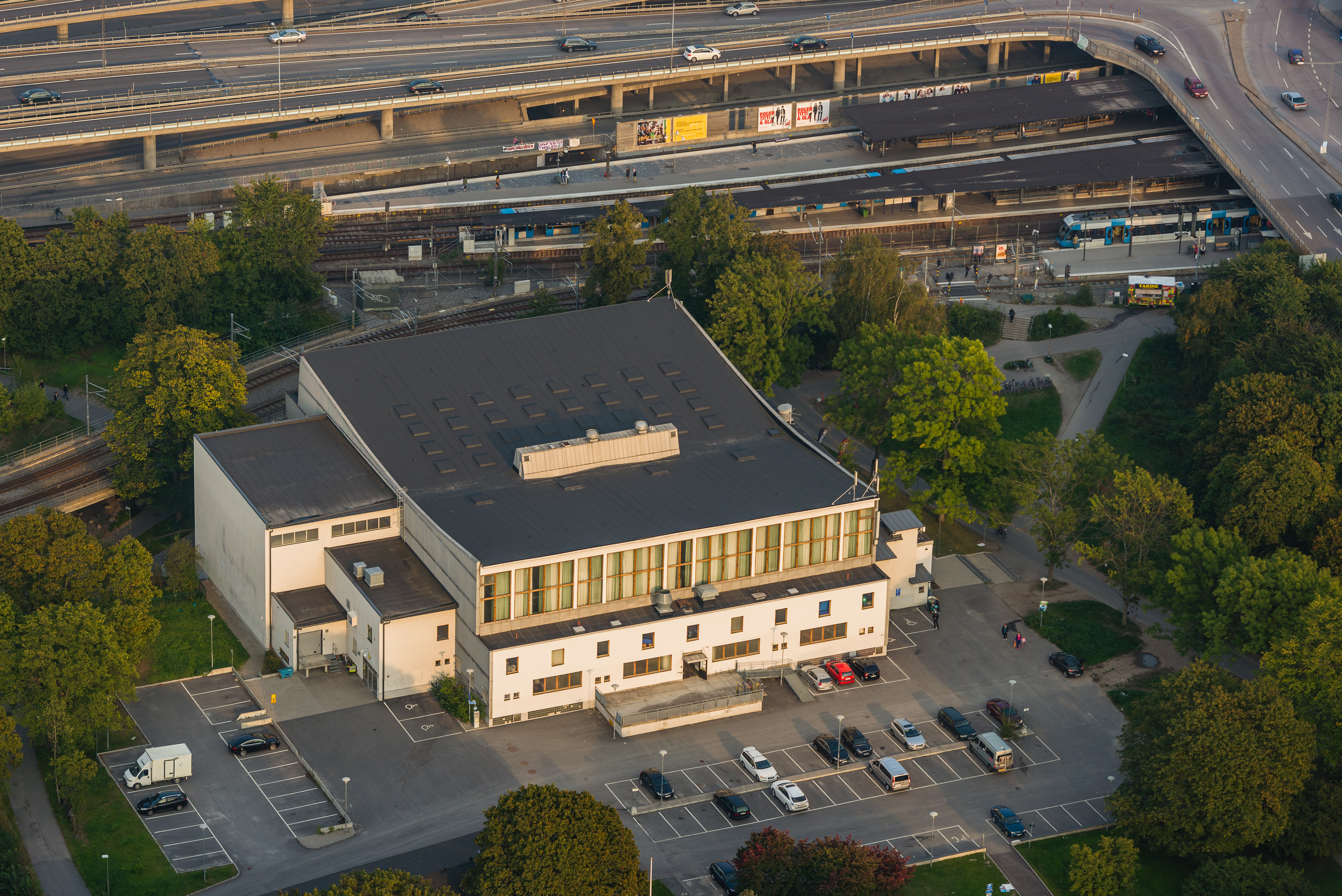
Enskedehallen med Gullmarsplans tunnelbanestation i bakgrunden.

Enskedehallen är en kommunalägd idrottshall med ett mindre varmbad i Årsta, södra Stockholm med adress Simlångsvägen 50. Hallen uppfördes åren 1958 till 1967 (invigd 1960) efter ritningar av arkitekt Per Persson. På samma tomt mot väst ansluter Värmdö Gymnasium, även den ritad av Per Persson. 
Anläggningen består av en stor hall på 18x38 meter, en liten hall på 16x38 meter och flera motionsrum för bland annat tyngdlyftning och bordtennis. Arkitekturen är i sen 1950-talsstil med stora glaspartier och brunbetsade trädetaljer. Ursprungligen fanns fasadmaterial av asbestcementskivor och glaserad klinker. Troligen har materialen bytts ut till puts och/eller trapetskorrugerad plåt. Efter 1967 har det tillkommit några mindre tillbyggnader och ändringar. I Enskedehallen inryms även New Bowl Center Gullmarsplan.

## Bilder

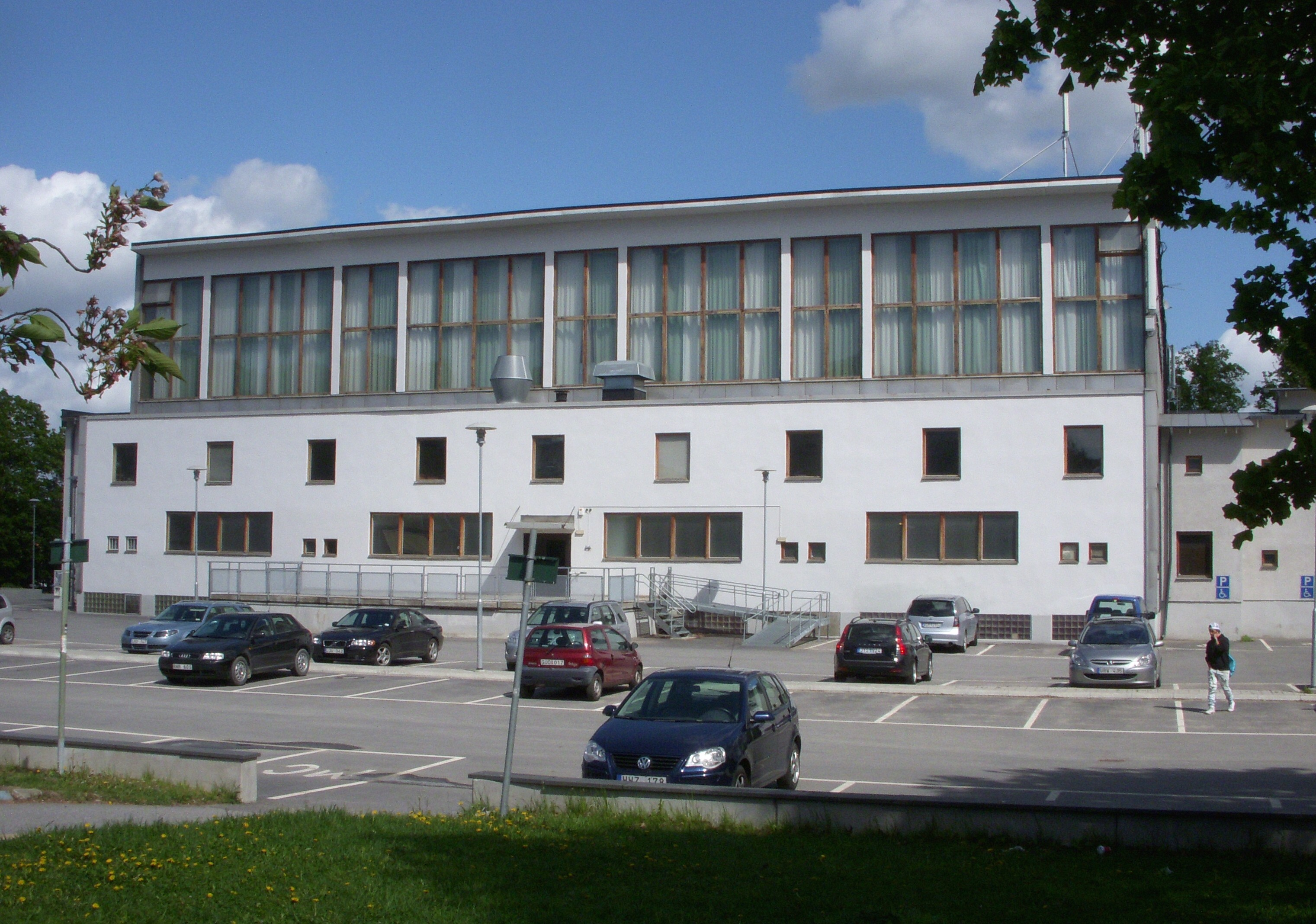
Fasad mot väst
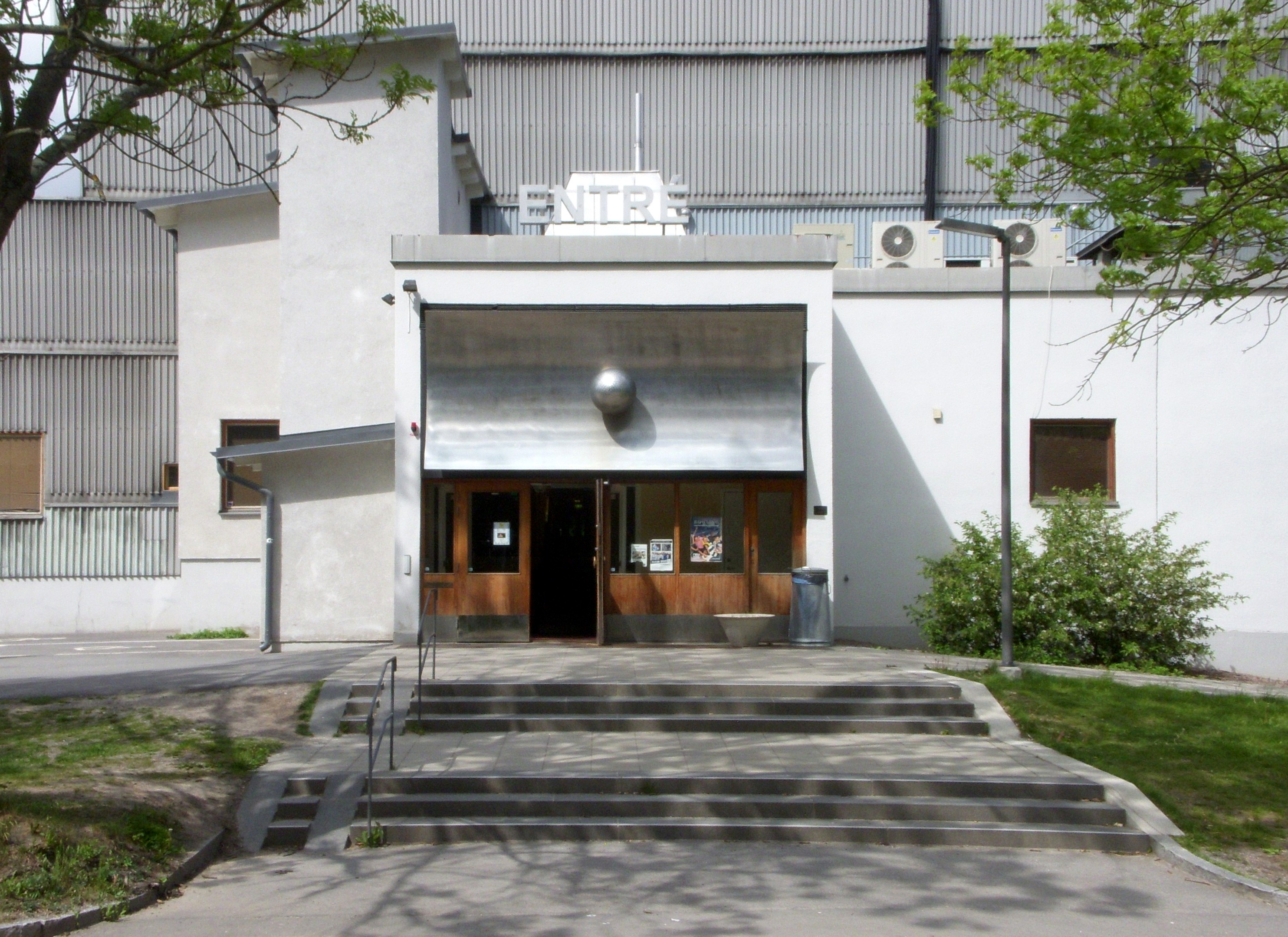
Huvudentrén med Elis Erikssons abstrakta konstverk Härere
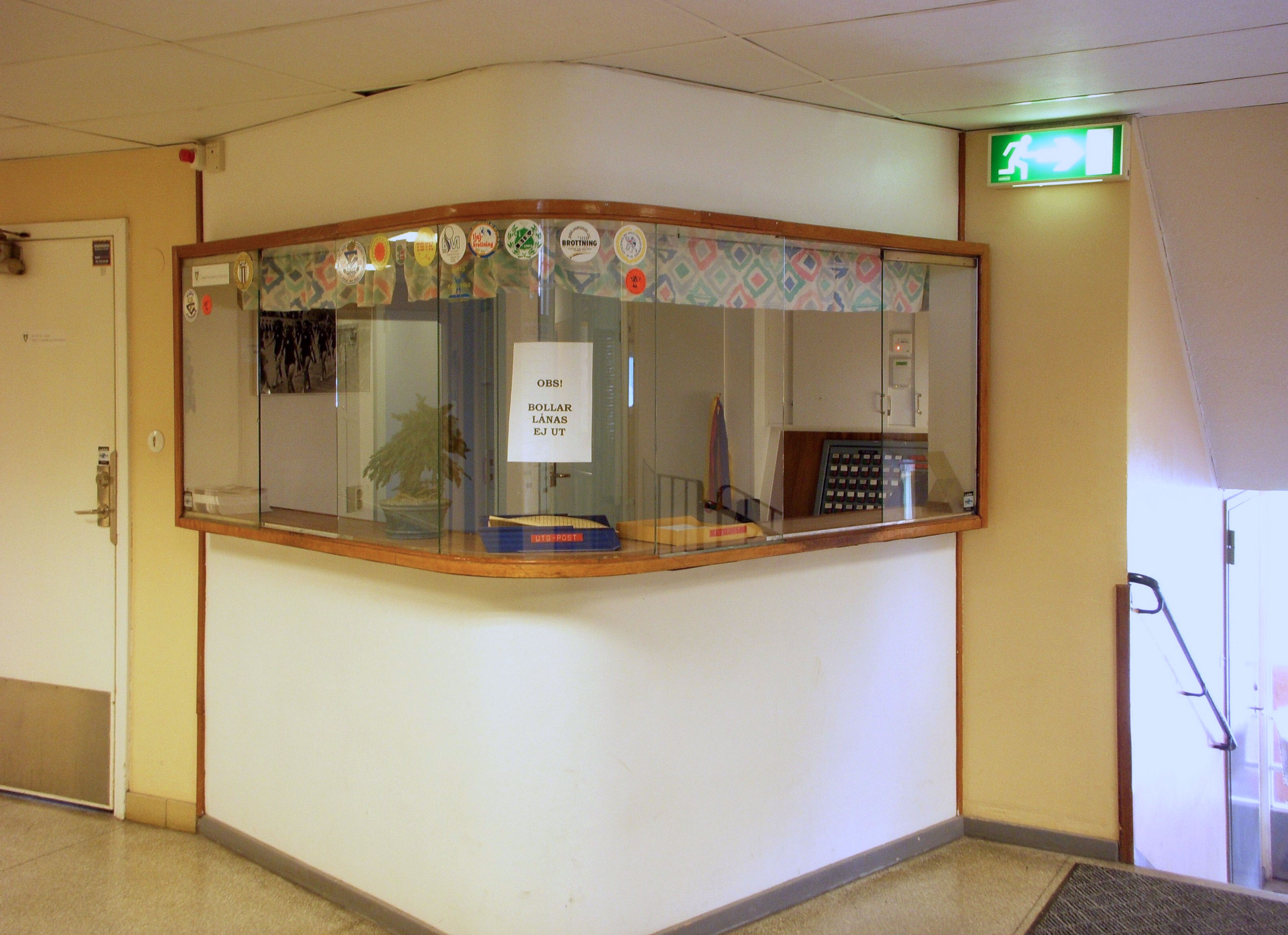
1950-tals receptionskiosk
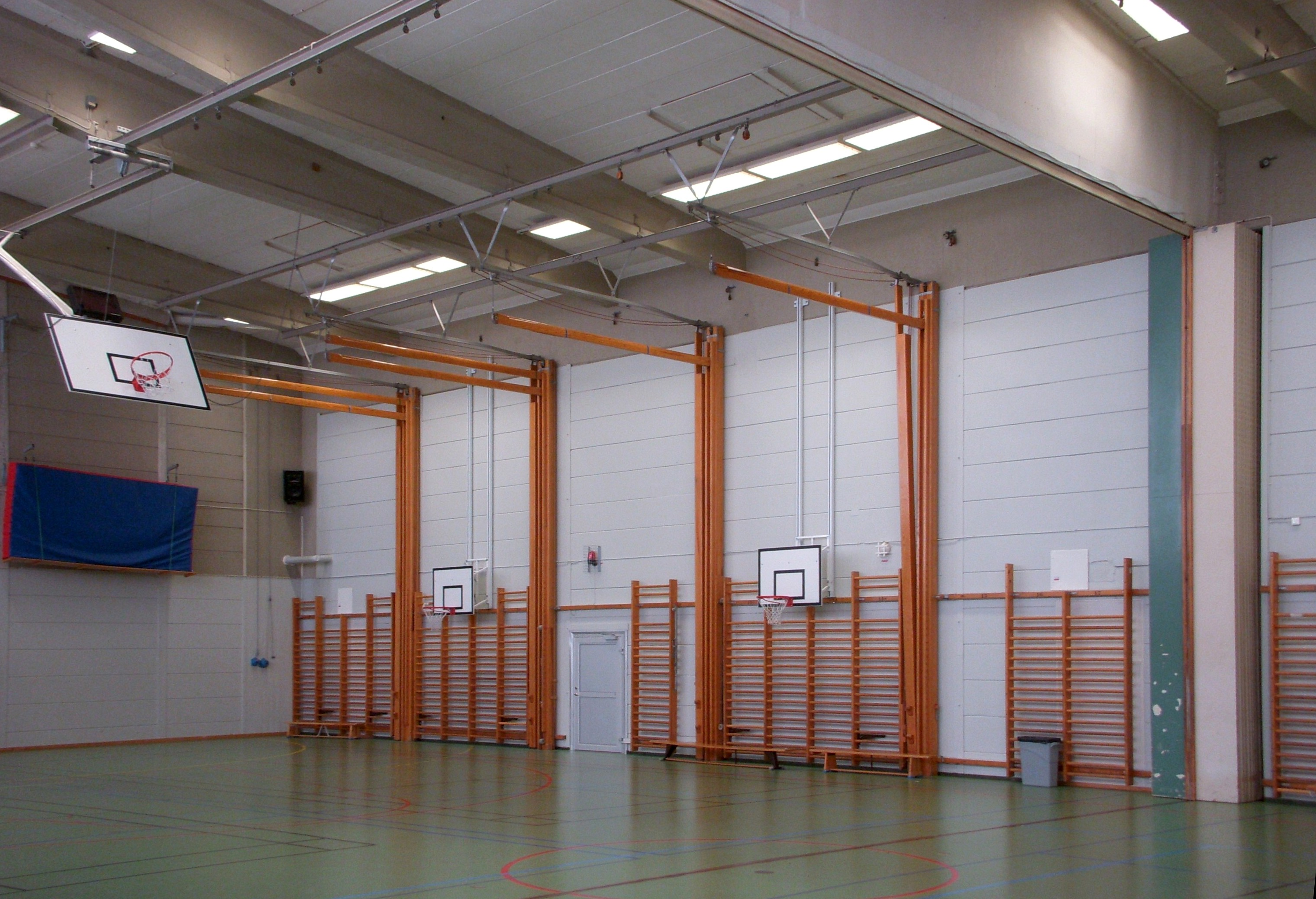
Lilla hallen